# Ankara
Ankara je glavno mesto Turčije. S tem je tudi precej pomembno turistično središče v tej državi, celo bolj od Carigrada. 
Turška prestolnica je cvetoče urbano središče sredi polpuščavske osrednje Anatolije. Preden so leta 1920 tja preselili sedež vlade, je bilo to mirno mestece Angora, odtlej pa je upravno središče države. Večino obiskovalcev najbolj privlačita Hisar, bizantinska trdnjava na vrhu hriba vzhodno od starega mesta, ter bližnji muzej anatolijske civilizacije. Nekaj kilometrov južno od Ankare je mavzolej ustanovitelja sodobne Turčije Atatürka. Med mošejami in muslimanskimi spomeniki se skrivajo tudi ostanki iz časov rimskega imperija.